# کوسه (ترکیه)
کوسه (به ترکی استانبولی: Köse) یک منطقهٔ مسکونی در ترکیه است که در استان گوموش‌خانه واقع شده‌است. کوسه ۱٬۵۵۳ متر بالاتر از سطح دریا واقع شده‌است.